# Johan Ullberg den äldre
Johan Ullberg, född omkring 1668, död 11 juni 1711 i Daretorps socken, Västergötland, var en svensk bildhuggare och målare.

## Biografi

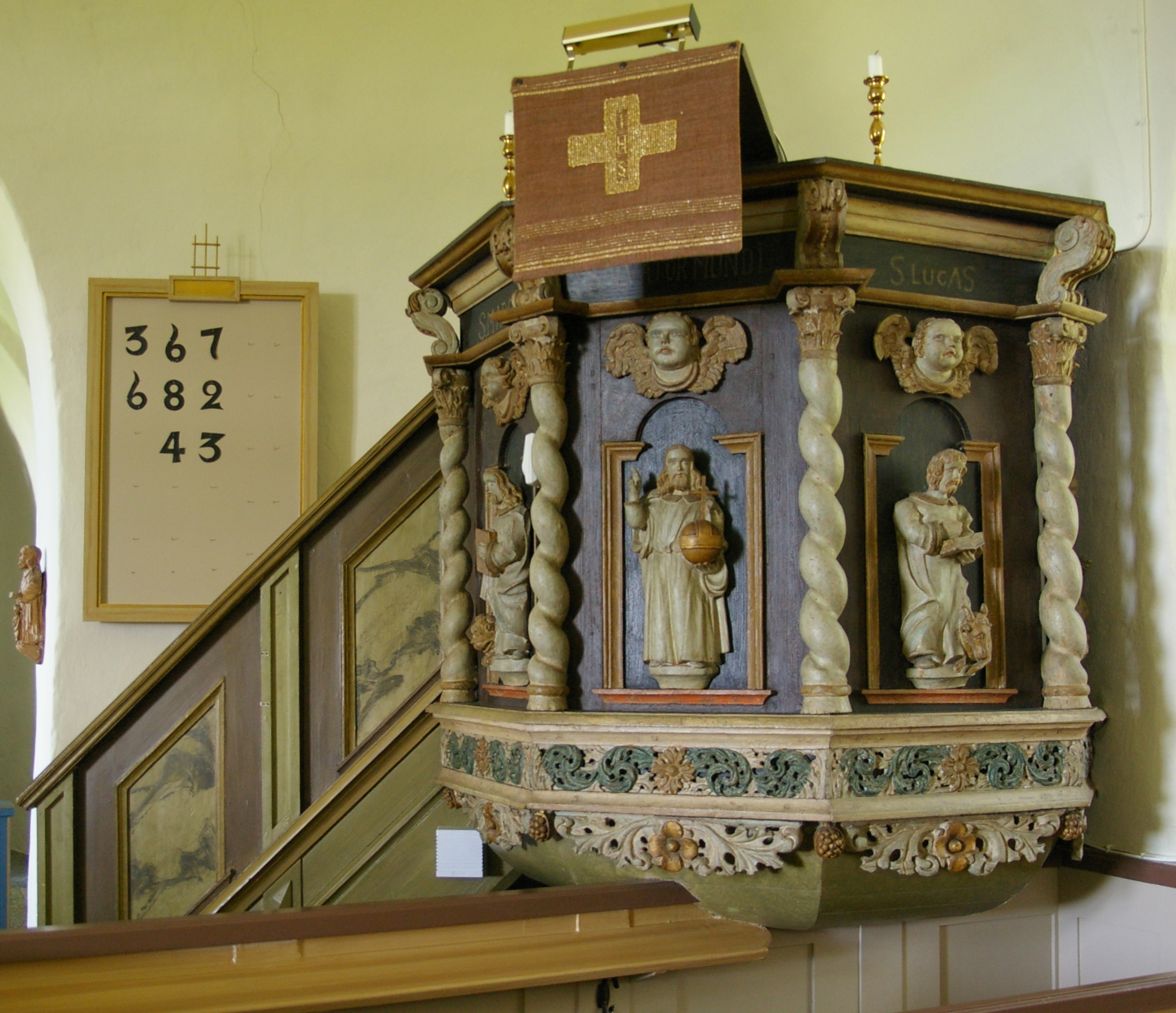
Predikstolen i Skörstorps kyrka utförd 1709 av Ullberg

Han var gift med Margaretha Månsdotter och far till bildhuggaren Magnus Ullberg Johansson och troligen far till bildhuggaren Johan Ullberg. I kyrkoböckerna kallas han endast Mäster Johan Bilthuggare och var bosatt i Velinga socken. Enligt bevarade kyrkohandlingar vet man att Ullberg förgyllde om ljuskronan i Daretorps kyrka 1698 och att han för Brandstorps kyrka tillverkade en predikstol med himmel 1702. Han utförde 1703 bildhuggeriarbeten av okänd omfattning i koret till Velinga kyrka samt en predikstol till Hångsdala kyrka. Hans sista kända arbete är en predikstol till Skörstorps kyrka som han utförde 1709.